# Charte arabe des droits de l'homme
La Charte arabe des droits de l'homme, adoptée en mai 2004, à Tunis, lors du 16e Sommet de la Ligue des États arabes, est entrée en vigueur le 15 mars 2008 – deux mois après la date de ratification d'un septième État, les Émirats arabes unis, conformément à son article 49 qui exige sa ratification par sept États membres de la Ligue. 
Les sept premiers pays ayant ratifié la Charte sont : la Jordanie (28 octobre 2004), l’Algérie (11 juin 2006), Bahreïn (18 juin 2006), la Libye (7 août 2006), la Syrie (6 février 2007), la Palestine (28 novembre 2007) et les Émirats arabes unis (15 janvier 2008).
La Charte contient un préambule et 53 articles. Constituant une actualisation d'une précédente charte, adoptée en 1994, la version de 2004 de la Charte arabe des droits de l'homme a fait l'objet de nombreuses critiques du fait de l'incompatibilité de certains passages du texte avec les instruments internationaux de protection des droits de l'homme.

## La consécration de droits «classiques»
Une première version de la Charte fut adoptée le 15 septembre 1994 mais aucun État ne l'a ratifiée. Le texte de 2004 a connu plusieurs avancées significatives, notamment en ce qui concerne les droits des personnes handicapées et la lutte contre les violences familiales à l'égard des femmes et des enfants. 
Plus largement, la charte reprend des droits traditionnellement garantis par les instruments de protection des droits de l'homme tel que la liberté individuelle, l'égalité devant la loi, la protection contre la torture, la propriété privée et la liberté religieuse. 
La Charte est complétée par la mise en place d'un comité de sept membres, dit « Comité d'experts des droits de l'homme » (art. 45), chargé d'étudier des rapports produits par les États-parties. Ce Comité ne pourra que formuler des recommandations et des observations sur ce rapport (art. 48). 
Cette charte s'inscrit dans la lignée de la Déclaration des droits de l'homme en islam adoptée le 5 août 1990, au Caire, lors de la 19e Conférence islamique des ministres des Affaires étrangères. Néanmoins, contrairement à la Déclaration des droits de l'homme en islam, la Charte ne comporte pas de référence à la Loi islamique.

## Les critiques de la Charte arabe des droits de l'homme
Après avoir accueilli de façon positive la signature de cette charte, le Haut Commissariat aux droits de l'homme a diffusé, le 30 janvier 2008, un communiqué critique soulignant que le texte reste incompatible avec les normes internationales. Les critiques concernent plusieurs domaines abordés ou ignorés par la Charte arabe des droits de l'homme. 

### L'assimilation du sionisme au racisme
Tant le préambule de la Charte que son article 2-C assimilent le sionisme à une forme de racisme. Son élimination est considérée comme un devoir. 
Ces mentions sont à l'origine de réactions virulentes de nombreux commentateurs, notamment de la Commission internationale de juristes. D'un point de vue juridique, bien que l'Assemblée générale de l'ONU avait adopté le 10 novembre 1975 la résolution 3379 qui énonçait que « le sionisme est une forme ancienne de racisme et de discrimination raciale », cette résolution a été révoquée par la résolution 46/86 du 16 décembre 1986. Cette dernière résolution n'est donc pas respectée par la Charte. D'un point de vue plus général, une telle mention relève du domaine politique et ne semble pas avoir sa place dans un texte relatif aux droits de l'homme. 

### La question des droits des femmes
Les dispositions de la Charte de 2004 marquent une avancée significative par rapport au texte de 1994 qui éludait largement la question. Ainsi, l'égalité femme-homme est plusieurs fois mentionnée et affirmée (préambule, article 3, article 34).
Une formulation ambiguë a suscité quelques commentaires, celle de la « discrimination positive introduite au profit de la femme par la Shari'a islamique et les autres lois divines » (article 3). Malgré les demandes de la Commission internationale des juristes(ibid.)[réf. nécessaire], ce passage n'a pas été modifié.

### La négation des droits des non-citoyens
La Charte pose une question de principe en ne consacrant parfois des droits qu'au bénéfice des seuls citoyens des États-parties. Ainsi en va-t-il du droit au travail (article 34), de la sécurité sociale (article 36) ou de la liberté de réunion (article 24). Bien que le droit international autorise des distinctions justifiées et proportionnées en fonction du statut de la personne, cela ne peut concerner les droits en question qui sont universels. 

### Le maintien de la peine de mort pour les mineurs
L'article 7-1 de la Charte arabe des droits de l'homme autorise l'application de la peine de mort aux mineurs. Une telle peine est pourtant formellement interdite par le Pacte international relatif aux droits civils et politiques (article 6-5) et la Convention relative aux droits de l'enfant (article 37).

## Annexe